# Партия Баварии
Партия Баварии (нем. Bayernpartei, BP) — автономистская, регионалистская и консервативная политическая партия в немецком регионе Бавария. Партия была основана в 1946 году. Её именуют баварской патриотической партией. Партия выступает за независимость Баварии в рамках Европейского союза. Вместе с Христианско-социальным союзом (CSU) ее можно рассматривать как наследницу Баварской народной партии (BVP), существовавшей до захвата власти нацистами. Партия является членом Европейского свободного альянса.

## История
Партия добилась определенных успехов на выборах в конце 1940-х и 1950-х годах: 20,9 % голосов в Баварии в 1949 году и 17 мест в Бундестаге Германии, а в 1950 году — 17,9 % и 39 мест в парламенте Баварии, где в 1954 году она сформировала коалицию с баварскими отделениями Социал-демократической партии Германии (СДПГ) и Свободной демократической партии (СВДП). Это вынудило Христианско-социальный союз (ХСС) отстраниться от власти на три года.
Позже, в основном из-за дела о казино, на которое повлияли ХСС и его генеральный секретарь Фридрих Циммерман, Баварская партия быстро потеряла избирателей. Она все еще существует, но в последний раз избиралась в парламент Баварии в 1962 году.
Однако на местных выборах 2008 года партия получила 50 мест (по сравнению с 32 в 2002 году), в основном в Верхней Баварии, включая одно из 80 мест в городском совете Мюнхена, столицы Баварии, после 42 лет отсутствия там. Баварская партия получила одно место в окружном парламенте Верхней Баварии.